# پیرانما

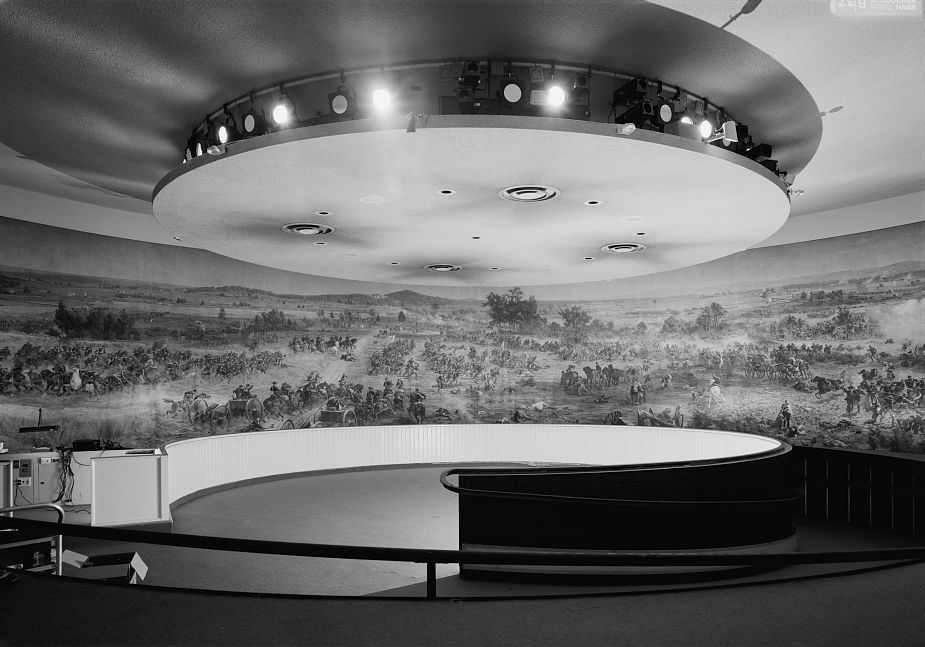
پیرانمای گتیس‌بورگ.

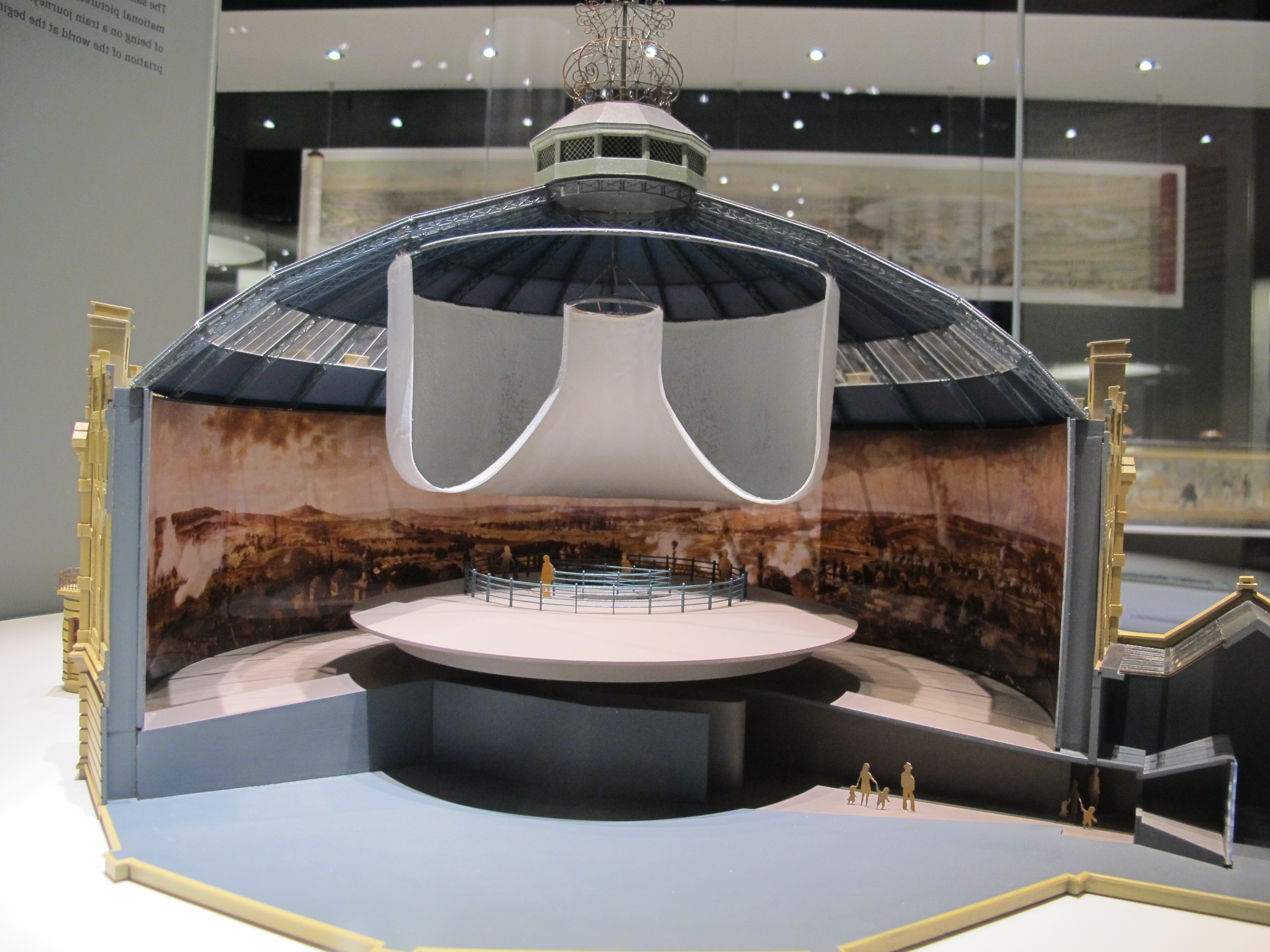
ماکت پیرانمای فرانکفورت، ۱۸۸۰. موزه فیلم آلمان.

پیرانما (cyclorama) یا پردهٔ گِرد نقاشی یا پوستر سراسرنمایی است که به صورت گرد در درون یک تالار استوانه‌ای بر دیوار نصب شده تا به تماشاگری که در میان تالار می‌ایستد نمایی ۳۶۰ درجه از صحنه آن نقاشی یا پوستر بدهد.
در حالت سینمایی، پیرانما پردهٔ بزرگ سفید و شفاف، معمولاً در عمق صحنه، است که برای نمایش فیلم از روبه‌رو و برای نمایش اسلاید از پشت صحنه به کار می‌رود و اطراف صحنه را می‌پوشاند. در این حالت پرده بزرگ انحناداری در پشت صحنه قرار می‌دهند و معمولاً برای نمایش آسمان از آن استفاده می‌کنند. مجموعه چراغ‌هایی در زیر پرده قرار می‌گیرند و روشنایی یکدستی به آن می‌بخشند.
واژه پیرانما هم به پرده مدور و هم به تالاری که پرده در آن نصب شده اشاره دارد.
پیرانماها در سده نوزدهم میلادی محبوبیت زیادی داشتند و متصدیان آن پیرانماها را از شهری به شهر دیگر برای نمایش همراه می‌بردند. هنگامی که تماشاگران در میانه پیرانما می‌ایستادند اغلب موسیقی نیز همراه صحنه مدور پخش می‌شد و یک راوی نیز روایات مربوط به صحنه را بازگو می‌کرد.